# Хидроцентрала Липно
Хидроцентрала Липно је лоцирана близу града Липно у Чешкој, на реци Влтави. Састоји се из два дела, оба пуштена у рад 1959. године. Припада такозваној Влтавској каскади, групи хидроцентрала на Влтави. 

## Историја
Прва истраживања и прорачуни су показали да је горњи ток реке Влтаве природно погодан за изградњу хидроцентрале. Корито реке код Липна је било на 705 метара изнад нивоа мора а код Виши Брода 560 метара, а близу ушћа Влтаве у Лабу, износила је само 155 метара изнад нивоа мора, што је садржало велики потенцијал за производњу електричне енергије. Изнад Липна, Влтава је имала благи нагиб, што је омогућило изградњу великог резервоара. Земљиште око Липна се састоји од гранита и гнајса, што је омогућило изградњу оваквог пројекта. Израчунато је да брана може дати око 150 милиона kWh .

### 1951. година
Током првих месеци 1951. године, почела је изградња зграда неопходних за саму изградњу хидроцентрале, као што су на пример зидарске радионице, дрвене бараке, гараже и остало близу будуће бране. Такође су посечене мање и веће шумске површине, као и делови града који су предвиђени да буду под водом. Неколико насеља је такође порушено, као што су села Долни Влтавице и део Фримбурка. 

### 1952. година
Изградња бране је започела 1952. године, на месту на којем су одрађена детаљна геолошка истраживања. Сврха бране је била да усмерава ток будућег језера према потребама хидроцентрале. Брана има 12 хоризонталних греда на дубини од 20 метара повезаних дебелим бетонским зидом.

### 1954. година
И поред поплаве, која није оштетила тек саграђену брану, радници су завршили изградњу производње бетона, која је била прва аутоматска производња овог типа у тадашњој Чехословачкој. Исте године је завршен и тунел између бране и Виши Брода, дугачак 1300 метара.

### 1955 и 1956. година
Дана 30. децембра 1955. године, радници су успешно преместили реку Влтаву у ново корито. Већ почетком наредног месеца, спојени су тунели који су кретали из Виши Брода и Липна.

### 1957. година
У првој половини 1957. започета је подземна екстракција центра у којем ће бити смештене саме турбине. Сама структура је осигурана стотинама сидра које спречавају оштећења која могу настати услед земљотреса и сличних тектонских поремећаја. Због конструкције хидроцентрале, изграђена је и мања брана, Липно II, која ће служити за преусмеравање вишка воде из језера у корито реке Влтаве. Резервоар је дуг 1.5 километар и око 200 метара широк, и до 10 метара дубине. Након коначног затварања брани, постављена је прва турбина, са годишњом производњом од 12 милиона kWh.

### 1958. година
Потпуна изградња бране је завршена на јесен 1957. године. Испуњавање језера је требало да се деси 1. марта 1958. године, али топљење снега је брзо попуњавало резервоар, и већ средином фебруара, дубина је дошла до 715 метара, све до крајње цифре од 717.40 метара. Тек мали део воде је отпуштен у доњем току Влтаве за потребе енергије. Липно је од тог дана постао и рекреациони центар, захваљујући новонасталом језеру. 
Почетком августа 1958. године, и други блок је био монтиран и транспортован из Брна 1. септембра 1958. године. Комплетна монтажа другог блока је завршена 24. октобра 1958. године. 

### 1959. година.
Завршне конструкције хидроцентрале и њен званичан почетак рада је био 15. јула 1959. године, после првих успешних тестова. Друга турбина је покренута 7. децембра 1959. године.

## Хидроцентрала данас
Хидроцентрала Липно 1 има два сета турбина са укупном производњом од 128 МW у подземној пећини. Брана, 296 метара дуга и 25 метара висока ограничава резервоар који се налази на површини од 4870 хектара и највеће је вештачко језеро у Чешкој. Налази се на 726 метара изнад мора, са око 306 милиона кубних метара воде. Дугачко је 48 километара. 
Циљ друге хидроцентрале јесте да избалансира производњу из прве хидроцентрале. Она је мања, са једним сетом турбина и генератором од 1.5 МW. Мања брана је 224 метара дугачка и 11.5 метара висока. Мање језеро је са запремином од 1.6 милиона метара кубних воде и површине 12.4 хектара. 
Производња је потпуно аутоматизована и управља се са даљине. Хидроцентрала припада електропривредној групацији ЧЕЗ .